# ショーン・ベイカー
ショーン・ベイカー（Sean Baker、1971年2月26日 - ）は、アメリカ合衆国の映画監督、撮影監督、映画プロデューサー、脚本家、エディター。インディペンデント長編映画『タンジェリン』、『フロリダ・プロジェクト 真夏の魔法』などの作品で知られている。

## 経歴
1971年2月26日、ニュージャージー州サミットに生まれる。
20代はオピオイド依存症患者として過ごし、10年もの間NYでヘロイン漬けになっていたと自身の薬物中毒に関する過去を振り返っている。
2000年、自身が脚本も務めた映画『Four Letter Words』で監督としてデビューした。2012年の映画『チワワは見ていた ポルノ女優と未亡人の秘密』はサンフェルナンド・バレーに住む2人の女性の人生が交差していく様を描いたコメディで、サウス・バイ・サウスウエスト映画祭にてプレミア上映された。
2015年、長編映画第5作目の『タンジェリン』がサンダンス映画祭で上映。本作は全編にわたってiPhone 5sスマートフォンで撮影されている。また、トランスジェンダーのセックスワーカー2人を主人公にした本作は、実際に自身がトランスジェンダーで演技未経験であったキタナ・キキ・ロドリゲスとマイヤ・テイラーを起用している。
2017年、『フロリダ・プロジェクト 真夏の魔法』が第70回カンヌ国際映画祭の監督週間にて上映された。本作はフロリダ州のウォルト・ディズニー・ワールド・リゾート近くに住む貧困層の人々を6歳の少女の視点から描いた作品であり、ベイカーの演出やキャストの演技など批評家から絶賛された。また、本作はA24が全米配給権を獲得。ウィレム・デフォーの演技は広く賞賛され、アカデミー助演男優賞にもノミネートされており、自身が監督した映画としては初めてオスカーにノミネートされた作品となった。
2021年に開催された第74回カンヌ国際映画祭では、長編映画第7作目の『レッド・ロケット』が自身初となるコンペティション部門に出品された。落ちぶれたポルノ男優を主人公とした本作は、実際に男優としてポルノに出演した経歴を持つサイモン・レックスを主演にキャスティングしている。
2024年、長編映画第8作目となる『ANORA アノーラ』が第77回カンヌ国際映画祭で上映された。本作はベイカー監督作品の中で最大の賛辞を受け、同映画祭では最高賞のパルム・ドールを受賞。アメリカ人映画監督としては、2011年に『ツリー・オブ・ライフ』で受賞したテレンス・マリック以来の受賞となった。

## スタイルと影響
ベイカーの作品にはセックスワーカーや移民といったキャラクターが頻繁に登場し、そうした人物を温かい眼差しで描いている。また、主要キャストに演技未経験者やあまり知名度の高くない俳優を起用することも多い。
映像ソフトメーカークライテリオン・コレクションから、自社のラインナップのトップテンを聞かれた際、ジョン・カサヴェテスのコレクション・ボックス、マイク・リーの『ネイキッド』、モーリス・ピアラの『愛の記念に』、エリック・ロメールの「六つの教訓話」シリーズ、イ・チャンドンの『シークレット・サンシャイン』、ハル・アシュビーの『ハロルドとモード 少年は虹を渡る』、ポール・バーホーベンの『ロボコップ』、イングマール・ベルイマンの『ある結婚の風景』、ダルデンヌ兄弟の『ロゼッタ』、ラース・フォン・トリアーの『奇跡の海』を挙げた。
社会問題を描く際はダルデンヌ兄弟やケン・ローチといった監督の作風から影響を受けていることを公言している。また梶芽衣子のファンでもあり、『ANORA アノーラ』は『女囚701号/さそり』がモチーフの一つであることを明らかにしている。

## 製作作品

### 映画
| 年   | 題名                                                  | 役割 | 役割 | 役割 | 役割 | 役割 | 備考     |
| 年   | 題名                                                  | 監督 | 脚本 | 製作 | 編集 | 撮影 | 備考     |
| ---- | ----------------------------------------------------- | ---- | ---- | ---- | ---- | ---- | -------- |
| 2000 | Four Letter Words                                     | Yes  | Yes  | No   | Yes  | No   |          |
| 2004 | Take Out                                              | Yes  | Yes  | Yes  | Yes  | No   |          |
| 2008 | Prince of Broadway                                    | Yes  | Yes  | Yes  | Yes  | Yes  |          |
| 2012 | チワワは見ていた ポルノ女優と未亡人の秘密 Starlet     | Yes  | Yes  | Yes  | Yes  | No   |          |
| 2015 | タンジェリン Tangerine                                | Yes  | Yes  | Yes  | Yes  | Yes  |          |
| 2016 | Snowbird                                              | Yes  | Yes  | Yes  | Yes  | No   | 短編映画 |
| 2017 | フロリダ・プロジェクト 真夏の魔法 The Florida Project | Yes  | Yes  | Yes  | Yes  | No   |          |
| 2021 | レッド・ロケット Red Rocket                           | Yes  | Yes  | Yes  | Yes  | No   |          |
| 2024 | ANORA アノーラ Anora                                  | Yes  | Yes  | Yes  | Yes  | No   |          |

### テレビシリーズ
- Greg the Bunny（2002年 - 2006年）- 監督、脚本、編集、撮影
- Warren the Ape（2010年）- 監督、脚本、編集、製作